# Rheumaptera atra
Rheumaptera atra är en fjärilsart som beskrevs av Andreas Kiefer 1916. Rheumaptera atra ingår i släktet Rheumaptera och familjen mätare. Inga underarter finns listade.